# Джонсон, Роберт Лерой
Ро́берт Леро́й Джо́нсон (англ. Robert Leroy Johnson; 8 мая 1911 года, Хейзелхёрст, Миссисипи, США — 16 августа 1938 года, Гринвуд, Миссисипи, США) — американский певец, гитарист и автор песен, один из наиболее известных блюзменов XX века. Фактически приёмный отец Роберта Локвуда, также известного блюзмена. 

## Биография
После знакомства в 1930 году с известными блюзменами Соном Хаусом и Вилли Брауном, Роберт Джонсон пытался овладеть игрой на гитаре в стиле блюз, чтобы выступать вместе с товарищами. Однако искусство это давалось ему крайне тяжело. На какое-то время Роберт расстался с друзьями и исчез, а когда появился в 1931 году, уровень его мастерства возрос многократно. По этому поводу Джонсон рассказывал байку о том, что есть некий магический перекрёсток, на котором он заключил сделку с дьяволом в обмен на умение играть блюз.

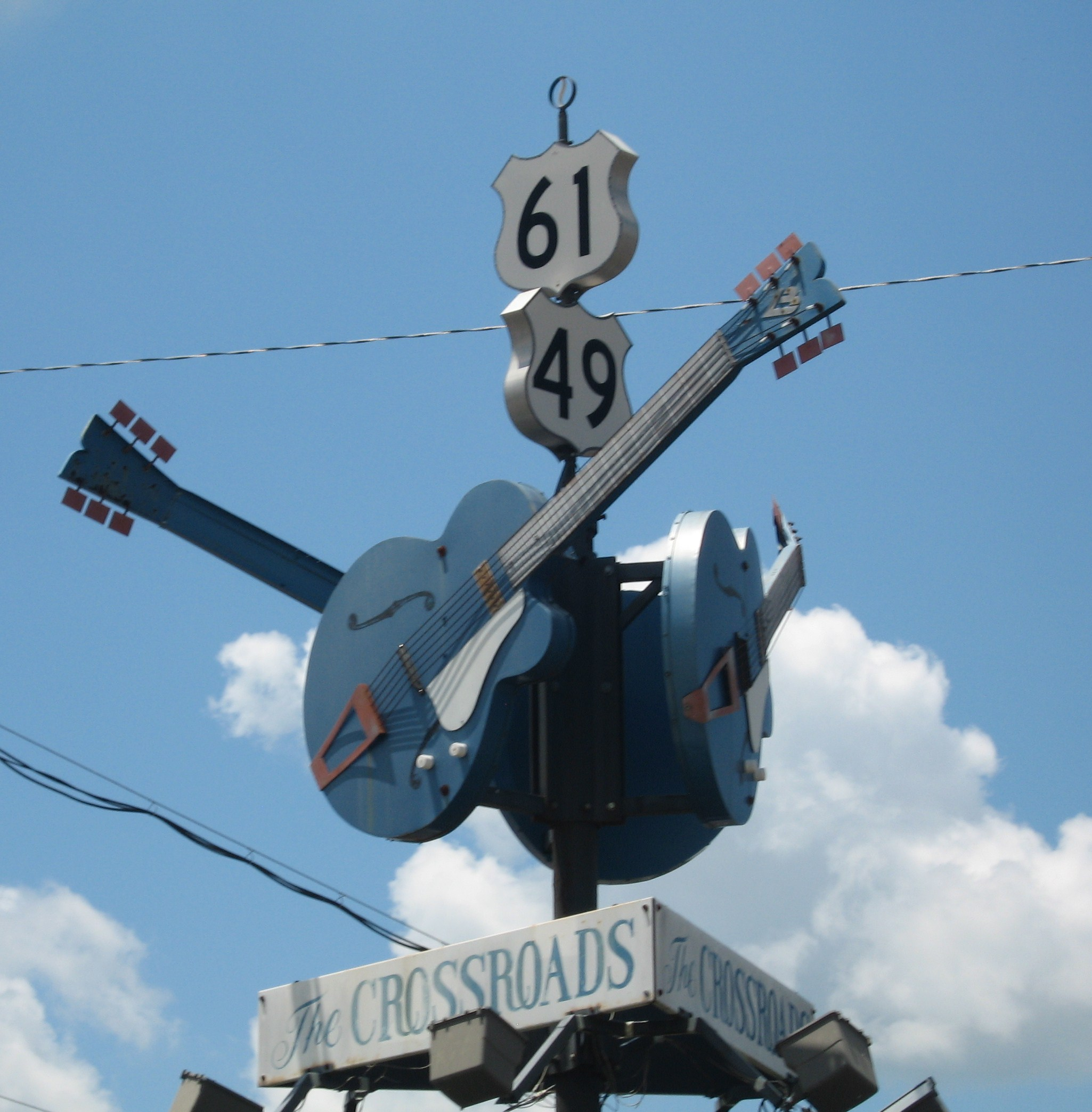
Легендарный «Перекрёсток» в Кларксдейле (Миссисипи, США)

В самых известных своих песнях — «Me and the Devil Blues», «Hellhound on My Trail», «Cross Road Blues», «Up Jumped The Devil» — он непосредственно упоминает об этом.
Эти произведения повлияли как на современников Джонсона (Хаулин Вулф, Мадди Уотерс, Элмор Джеймс), так и на более поздних рок-исполнителей (Эрик Клэптон, Джими Хендрикс, Кит Ричардс, Джимми Пейдж).
Роберт Лерой Джонсон умер 16 августа 1938 года. В сертификате найденном в 1968 году причиной смерти указан сифилис. Хотя и существует романтичная легенда об отравлении Джонсона ревнивым супругом, звучащая лучше, чем смерть на обочине дороги в результате запущенного венерического заболевания. Его место погребения искали долгое время, сейчас считается что он захоронен под деревом рядом с церковью у города Гринвуд в Миссисипи. 16 августа 1938 года девушка по имени Рози Эскридж видела, как её муж и другие люди, закапывали неизвестного мужчину у корней пеканового дерева недалеко от церкви рядом с городом Гринвуд, а партнёр самого Джонсона — Ханибой Эдуардс рассказывал, что музыканта захоронили в 1600 метрах от клуба «3 Forks Juke Joint» в котором они играли в тот вечер, место захоронения было рядом с церковью.
Дискография Джонсона велика и не поддаётся подсчёту в силу того, что ни одного альбома при жизни он не записал, а после смерти музыканта звукозаписывающие фирмы компилируют его наследие по собственному усмотрению.

## Влияние
Песни Роберта Джонсона исполняли Эрик Клэптон, Led Zeppelin, Рай Кудер, The Rolling Stones, The Doors, Боб Дилан, Grateful Dead, Джон Мэйолл, Питер Грин, Лютер Эллисон, Red Hot Chili Peppers, The White Stripes, Патти Смит и другие.
Фигуре Роберта Джонсона было посвящено несколько документальных фильмов — в их числе «В поисках Роберта Джонсона» (1991), «Слышишь, ветер завывает?» Жизнь и музыка Роберта Джонсона» (1997), и один художественный — «Перекрёсток» Уолтера Хилла (1986). Также Джонсон стал прототипом персонажа Томми Джонсона, сыгранного блюзменом Крисом Томасом Кингом, в фильме братьев Коэн «О, где же ты, брат?» (2000).
В 2003 году журнал Rolling Stone поместил Роберта Джонсона на пятую строчку своего списка «100 величайших гитаристов всех времён».
Главный герой манги Я и дьявольский блюз.      
Является героем одной из серий сериала «Сверхъестественное» (2 сезон, 8 серия. "Блюз на перекрёстке")